# Lydie Polfer

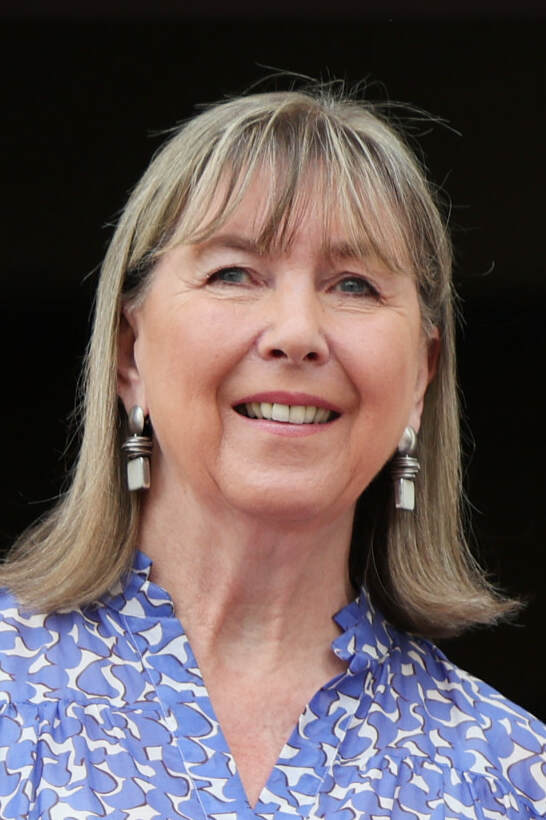
Lydie Polfer (2022)

Lydie Polfer (* 22. November 1952 in Luxemburg) ist eine luxemburgische Politikerin der Demokratesch Partei und Bürgermeisterin der Stadt Luxemburg.

## Leben
Nach Beendigung ihrer Schulzeit am Robert-Schuman-Gymnasium in Luxemburg im Jahr 1972 studierte sie Jura und legte 1976 ein juristisches Staatsexamen an der Universität Grenoble ab. 1977 erwarb sie am Universitätsinstitut für Europäische und Internationale Studien in Grenoble im Fach Europäische Integration ein Zusatzdiplom. Im selben Jahr wurde sie als Rechtsanwältin in Luxemburg eingetragen.
Lydie Polfer ist die Tochter des ehemaligen Bürgermeisters der Stadt Luxemburg, Camille Polfer (1980–1981), und ist mit dem Luxemburger Botschafter bei den Vereinten Nationen, Hubert Wurth verheiratet. Das Ehepaar hat eine Tochter.

## Politik
1979 wurde sie erstmals Abgeordnete der Demokratesch Partei und erhielt das Mandat auch bei den folgenden Wahlen bis einschließlich 1999. Von 1982 bis 1999 war sie Bürgermeisterin der Stadt Luxemburg.
Von 1984  bis 1994 war sie mit Unterbrechungen Mitglied des Europäischen Parlaments. Nach den Wahlen 2004 und dem Ausscheiden der DP aus der Regierung wurde sie wieder Abgeordnete im Europäischen Parlament.
Von 1994 bis 2004 hatte sie den Vorsitz der Demokratesch Partei inne. Im Kabinett von Jean-Claude Juncker war sie von 1999 bis 2004 Stellvertretende Premierministerin und Ministerin für auswärtige Angelegenheiten und Außenhandel.
Im Januar 2008 wurde sie nach Rücktritt von Colette Flesch Schöffe der Stadt Luxemburg. Seit Dezember 2013 ist Lydie Polfer wieder Bürgermeisterin der Stadt Luxemburg, da ihr Vorgänger Xavier Bettel das Amt des luxemburgischen Premierministers übernahm.

## Auszeichnungen
- 1988: Großoffizier des Ordens des Infanten Dom Henrique
- 1990: Komtur mit Stern des Falkenordens
- 2000: Großoffizier des Ordens der Eichenkrone
- 2003: Großkreuz des Verdienstordens der Italienischen Republik
- 2002: Großoffizier des Sterns von Rumänien
- 2006: Großes Goldenes Ehrenzeichen am Bande für Verdienste um die Republik Österreich[1]
- Großoffizier des Militär- und Zivildienst-Orden Adolphs von Nassau
- Kommandeur der Ehrenlegion